# Bagging
Nell'apprendimento automatico, il bagging (contrazione di bootstrap aggregating) è una tecnica dell'apprendimento d'insieme in cui più modelli dello stesso tipo vengono addestrati su insiemi di dati diversi, ciascuno ottenuto da un insieme di dati iniziale tramite campionamento casuale con rimpiazzo (bootstrap). Il nome bagging deriva quindi dall'applicazione della tecnica del bootstrap con l'aggregazione di più modelli (aggregating).